# Chaetodon sanctaehelenae
Chaetodon sanctaehelenae is een  straalvinnige vissensoort uit de familie van koraalvlinders (Chaetodontidae). De wetenschappelijke naam van de soort is voor het eerst geldig gepubliceerd in 1868 door Günther.
De soort is endemisch in de wateren rond de eilanden Sint-Helena  en Ascension in de Atlantische Oceaan.
De soort staat op de Rode Lijst van de IUCN als niet bedreigd, beoordelingsjaar 2009. De omvang van de populatie is volgens de IUCN stabiel.